# Dryopteris ardechensis
Dryopteris ardechensis är en träjonväxtart som beskrevs av Fraser-jenkins. Dryopteris ardechensis ingår i släktet Dryopteris och familjen Dryopteridaceae. Inga underarter finns listade.